# Luggude härad
Luggude var ett härad i nordvästra Skåne, i dåvarande Malmöhus län. Det motsvaras idag av Helsingborgs, Höganäs och Bjuvs kommuner samt en del av Svalövs kommun. Häradets areal var 1927 645,89 kvadratkilometer varav 641,77 land. Luggude häradsrätt hade sitt tingsställe i Mörarp under perioden 1704-1896, därefter flyttade det till Helsingborg.

## Vapnet
Häradsvapnet, som ej var officiellt fastställt: "I blått fält ett svävande andreaskors av silver". Spår av vapnet kan finnas i bland annat Helsingborg, där Luggude härads tingshus finns bevarat, prytt med vapnet på fasaden. Helsingborgs stad har även låtit tillverka en flagga baserad på vapnet, som flaggas med vid färjeläget, tillsammans med exemplar av de svenska och skånska flaggorna, samt EU-flaggan och Helsingborgs stads flagga. Flaggan hänger även tillsammans med skånska flaggan och stadsflaggan på Stortorget, framför Helsingborgs rådhus.

## Namnet
Namnet Luggude är troligen mycket gammalt och dess härkomst är omtvistad. I Valdemars jordebok från 1231 nämns Luggude härad som en del av Helsingborgs län, då under namnet Lyuthgudhæret. Under 1300-talets första hälft skrevs namnet Lyudghuthæhæret och i slutet av århundradet Lwthgutahæret. Namnet är till sin form likt byn Luggavi i Kräcklinge socken  i Närke och socknen Ludgo i Södermanland. Ludgo skrevs Liuthguthuwi 1293 och 1561–1565 Ludgude, medan Luggavi skrevs Ludhgudhwi 1310. Båda namnen förefaller innehålla en genitivform, L(i)udhgudhu, till en nominativ L(i)udhgudha. Ordets efterled "-gudha", är till synes fornnordiska för gudinna, medan förledet troligen är ett verbalsubstantiv för det äldre verbet "liudha", som betyder växa. Namnet kan därmed ledas till att beteckna en hednisk närings- eller fruktbarhetsgudinna. Namnet ska då betyda ungefär "fruktbarhetsgudinnans helgedom". Mer troligt är dock att det betyder "fruktbarhetsgudinnans härad", på samma sätt som Odensjö härad (Odenshæret 1330) betyder Odens härad. Genom namnets ursprung i hednisk religion kan man härleda att häradet har existerat som någon form av särskild sammanslutning sedan hednisk tid.

## Socknar
Häradets gränser sammanföll nästan ingenstans med någon sockengräns, utan delade ett antal socknar mitt itu. År 1889 genomfördes en omfattande gränsreglering som syftade till att varje socken skulle tillhöra endast ett härad. Dock fortsatte Kvistofta socken att vara delat mellan Luggude och Rönnebergs härader fram till 1930.
I Helsingborg kommun
- Allerum
- Bårslöv
- Fjärestad
- Fleninge
- Frillestad
- Helsingborgs socken uppgick 1919 i Helsingborgs stad
- Hässlunda
- Kattarp
- Kropp
- Kvistofta före 1930 delvis i Rönnebergs härad
- Mörarp
- Ottarp före 1889 delvis i Rönnebergs härad
- Raus uppgick 1918 i Helsingborgs stad
- Välinge
- Välluv

I Höganäs kommun
- Brunnby
- Farhult
- Jonstorp
- Viken
- Väsby

I Bjuvs kommun
- Bjuv
- Ekeby
- Norra Vram från 1889, överförd från Södra Åsbo härad i Kristianstads län
- Risekatslösa
- Södra Vram

I Svalövs kommun
- Halmstad före 1888 delvis i Rönnebergs härad
- Kågeröd före 1889 delvis i Rönnebergs och Onsjö härader
- Stenestads socken från 1952, innan dess i Södra Åsbo härad och Kristianstads län

Samt med delar i häradet före 1889
- Sireköpinge i Rönneberga härad
- Strövelstorp
- Västra Broby i Södra Åsbo härad

## Geografi
Luggude härad avgränsades i väster av Öresund, i söder av Råån (mot Rönnebergs härad), i öster av Söderåsen (mot Onsjö härad), i nordost av Hallabäcken och Vege å (mot Södra Åsbo härad) samt i nordost och norr av Skälderviken. Större delen av häradet består av kuperad odlingsbygd. I nordväst finns Kullen med Kullaberg som stupar brant mot Kattegatt.
Inom den historiska Helsingborgs stads område finns tornet Kärnan som är den enda återstoden av Helsingborgs slott. Senare sätesgårdar var Billesholms kungsgård (Norra Vrams socken, riven 1955), Krapperups slott (Brunnby), Balderups herrgård (Brunnby), Kockenhus herrgård (Brunnby), Stubbarps herrgård (Brunnby), Kulla Gunnarstorps slott (Allerum), Hjälmshults kungsgård (Allerum), Christinelunds herrgård (Allerum), Pilshults herrgård (Allerum), Rosendals slott (Kropp), Vasatorps herrgård (Kropp), Bälteberga säteri (Ottarp), Videröra säteri (Ottarp), Duveke säteri (Kågeröd), Knutstorps slott (Kågeröd), Böketofta herrgård (Kågeröd), Marielunds herrgård (Mörarp), Rosenlunds säteri (Mörarp), Tollarps herrgård (Mörarp), Rögle herrgård (Välinge), Västraby herrgård (Välinge), Bjärbolunds herrgård (Välinge), Höghults herrgård (Välinge), Boserups säteri (Risekatslösa), Gedsholms säteri (Ekeby), Rydebäcks herrgård (Kvistofta), Vrams Gunnarstorps slott (Norra Vram), Pålsjö slott (Helsingborgs socken), Sofiero slott (Helsingborgs socken), Fredriksdals herrgård (Helsingborgs socken), Svedberga herrgård (Kattarp) och Bullstofta säteri (Halmstads socken).

## Historia
Förr präglades häradet av omfattande gruvdrift.

## Kultur
Häradet har en egen folkdräkt. År 1928 skapades Luggudegillet som har som ändamål att sprida kunskap om bland annat folkkultur, folkdans och hemslöjd, samt bevara kunskap om de gamla folkdräkterna.

## Län, fögderier, tingslag, domsagor och tingsrätter
Under 1200-talet omorganiserades Danmark med en ny förvaltning där slottslänen ersatte de äldre kungsgårdarna. Första gången häradet omnämns tillhöra något län är i kung Valdemar Sejrs jordebok från 1231 där det låg under Helsingborgs län. Häradet tillhörde sedan Helsingborgs län fram till dess att detta uppgick i Malmöhus län år 1669. Malmöhus län slogs från 1997 samman med Kristianstads län till Skåne län, där området sedan dess ingår. Församlingarna tillhör(de) Lunds stift.
Häradets socknar hörde till följande fögderier:
- 1720-1863 Luggude, Rönneberga, Onsjö fögderi
- 1864-1887 Rönnebergs, Onsjö och Harjagers fögderi för Kågeröds och Halmstads socknar
- 1864-1917 Luggude fögderi
- 1918-1990 Helsingborgs fögderi med undantag enligt nedan
- 1918-1990 Landskrona fögderi för Kågeröds och Halmstads socknar, 1918-1966 för Ekeby och Ottarps socknar, 1946-1966 för Risekastslösa och Norra Vrams socknarn samt från 1952 för Stenestads socken

Häradets socknar tillhörde följande  tingslag, domsagor och tingsrätter:
- 1682-1970 Luggude tingslag dock bara till 1969 för Halmstads och Kågeröds socknar
  - 1682-1690 Luggude och Bjäre häraders domsaga
  - 1691-1850 Onsjö, Luggude och Rönnebergs domsaga
  - 1851-1970 Luggude domsaga

- 1971- Helsingborgs tingsrätts domsaga ej för Halmstads, Kågeröds och Stenestads socknar

för Halmstads, Kågeröds och Stenestads socknar från 1969
- 1969-1970 Landskrona domsaga
- 1971-2002 Landskrona tingsrätts domsaga
- 2002- Lunds tingsrätts domsaga